# The Birds of America

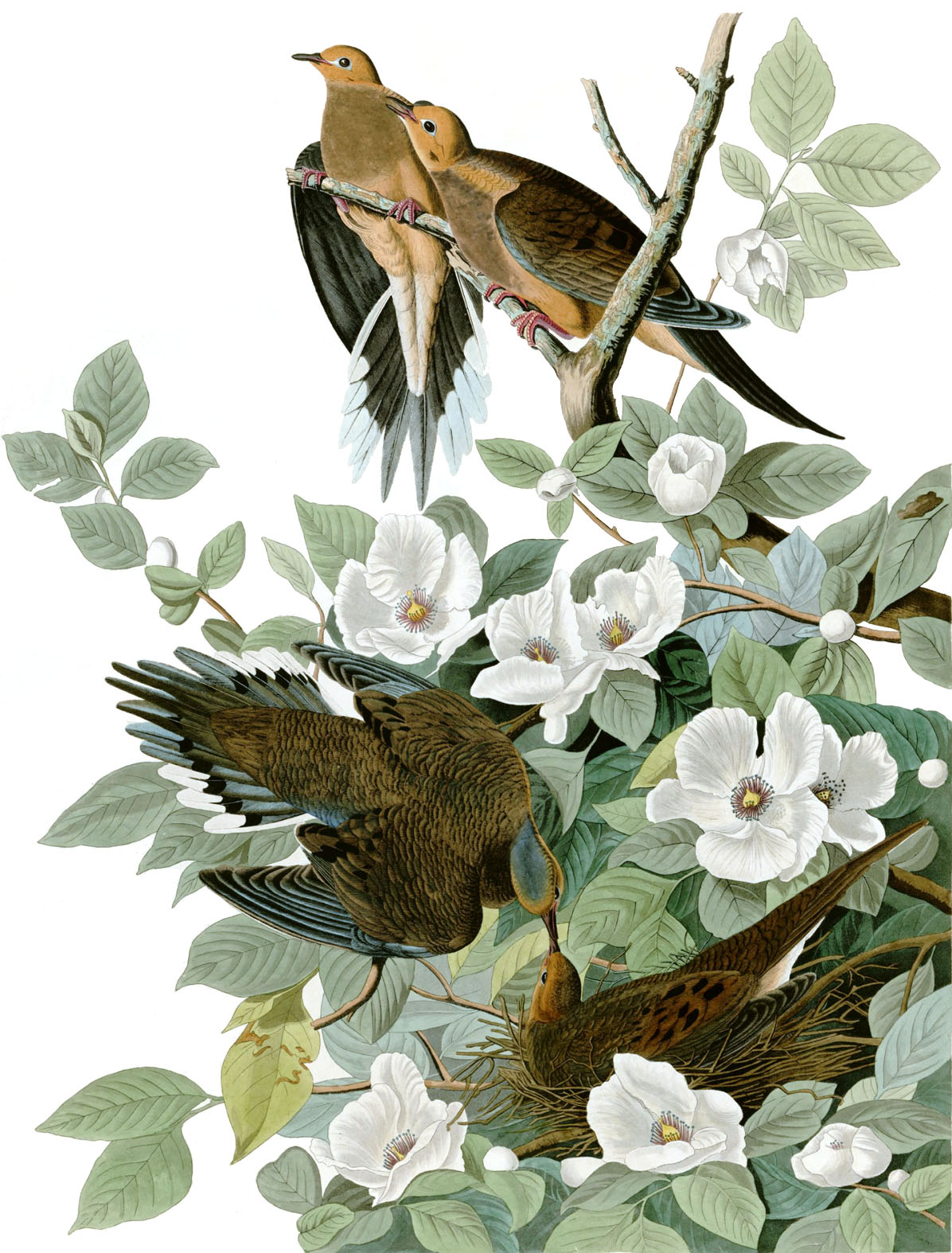
gołębiak długosterny

The Birds of America – książka amerykańskiego przyrodnika i malarza Johna Jamesa Audubona, zawierająca rysunki i opisy naukowe szeregu gatunków ptaków występujących na terenie Stanów Zjednoczonych. Tła dla rysunków ptaków wykonała Maria Martin Bachman. Po raz pierwszy opublikowano ją jako serię wydawniczą między 1827 a 1838 rokiem.
Praca ta składała się z naturalnych rozmiarów odbitek wykonanych z rzeźbionych płyt o wymiarach ok. 39×26 cali (99×66 cm). Oryginalne wydanie wykonane było techniką akwatinty przez Havellów (juniora i seniora). Doskonale zachowana kopia osiągnęła na aukcji w Christie’s w marcu 2000 cenę 8 802 500 USD, co było najwyższą ceną, jaką kiedykolwiek zapłacono za drukowaną książkę. W grudniu 2010 za pierwsze wydanie The Birds of America zapłacono 11,5 mln dolarów.
Oryginały wszystkich 435 znanych ilustracji Johna Jamesa Audubona przechowywane są w New-York Historical Society w Nowym Jorku. Oryginał książki znajduje się w posiadaniu Biblioteki Parlamentu Kanady.

## Tomy
Seria ukazała się w 4 tomach:
- Vol.[I] – 1827–30
- Vol.II – 1831–34
- Vol.III – 1834–35
- Vol.IIII – 1835–38

## Galeria

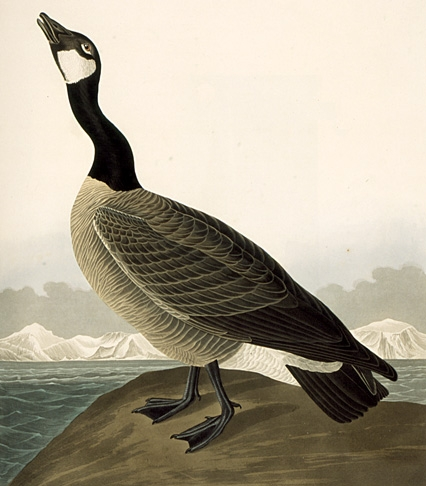
bernikla kanadyjska
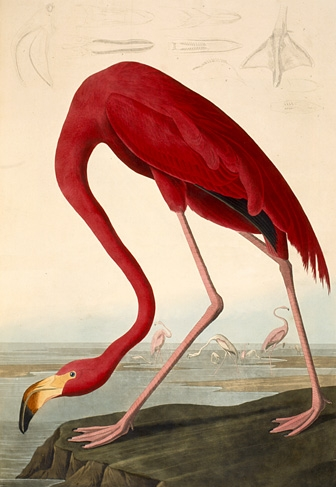
flaming karmazynowy
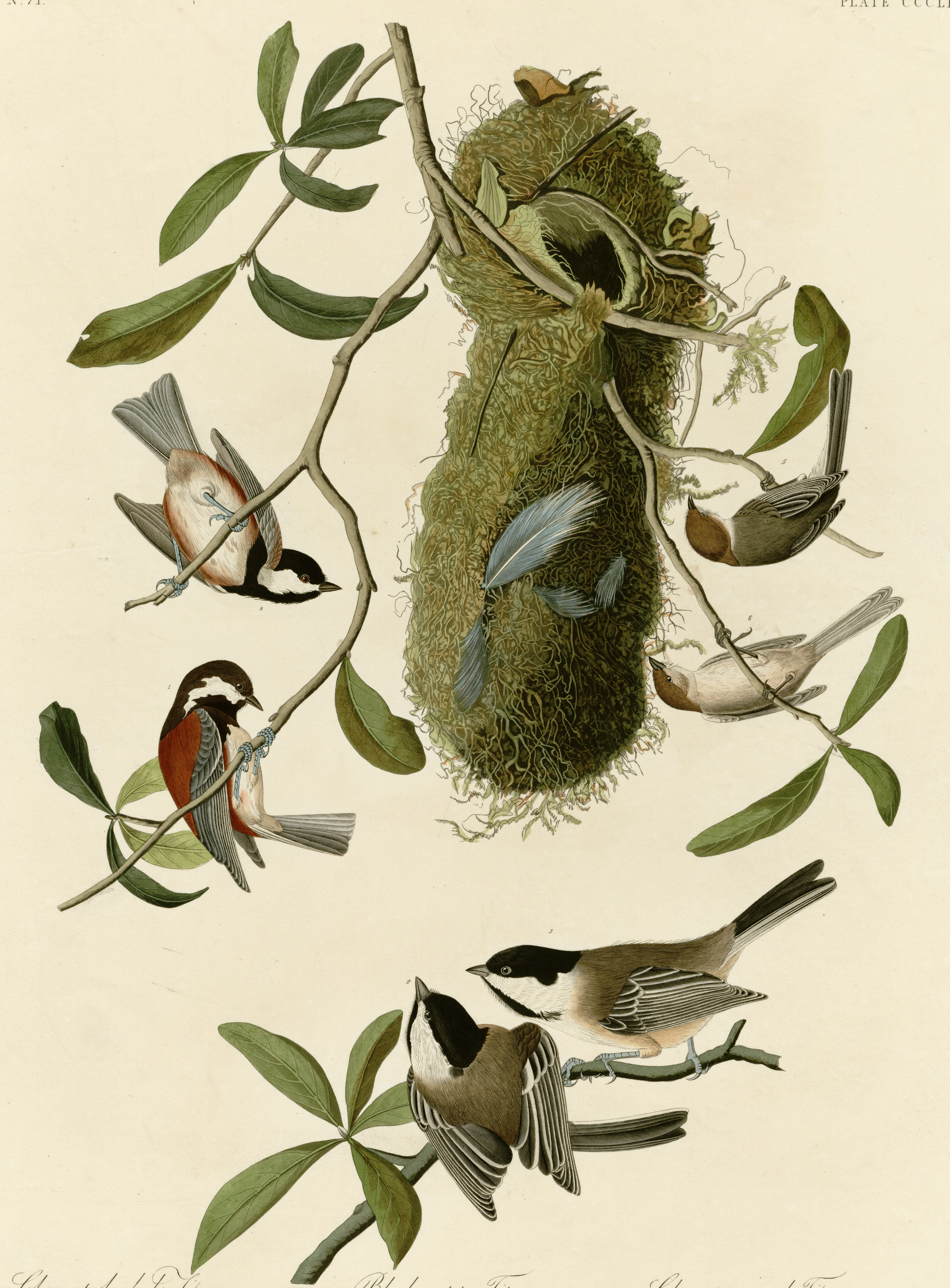
sikory i raniuszek amerykański
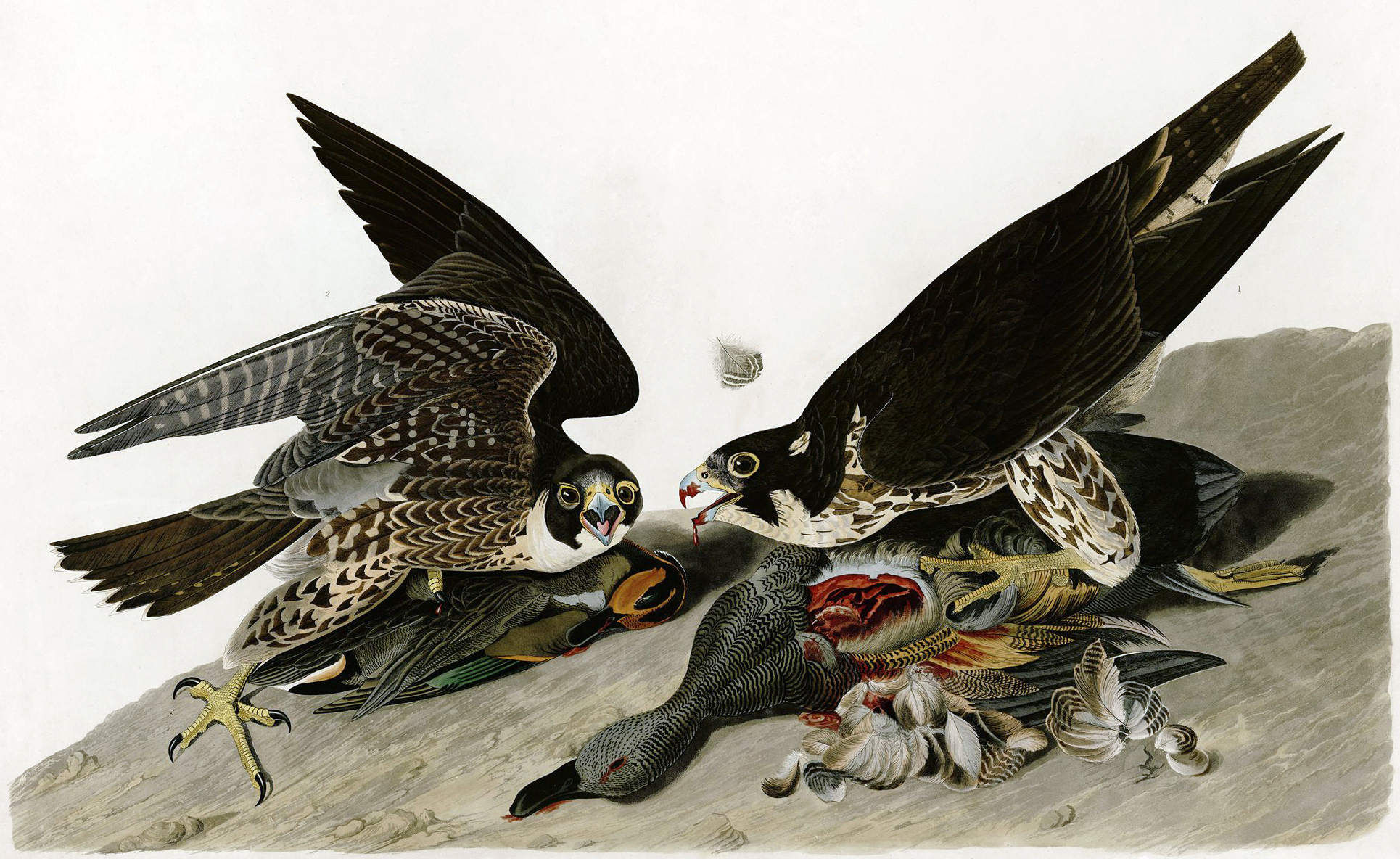
sokół wędrowny
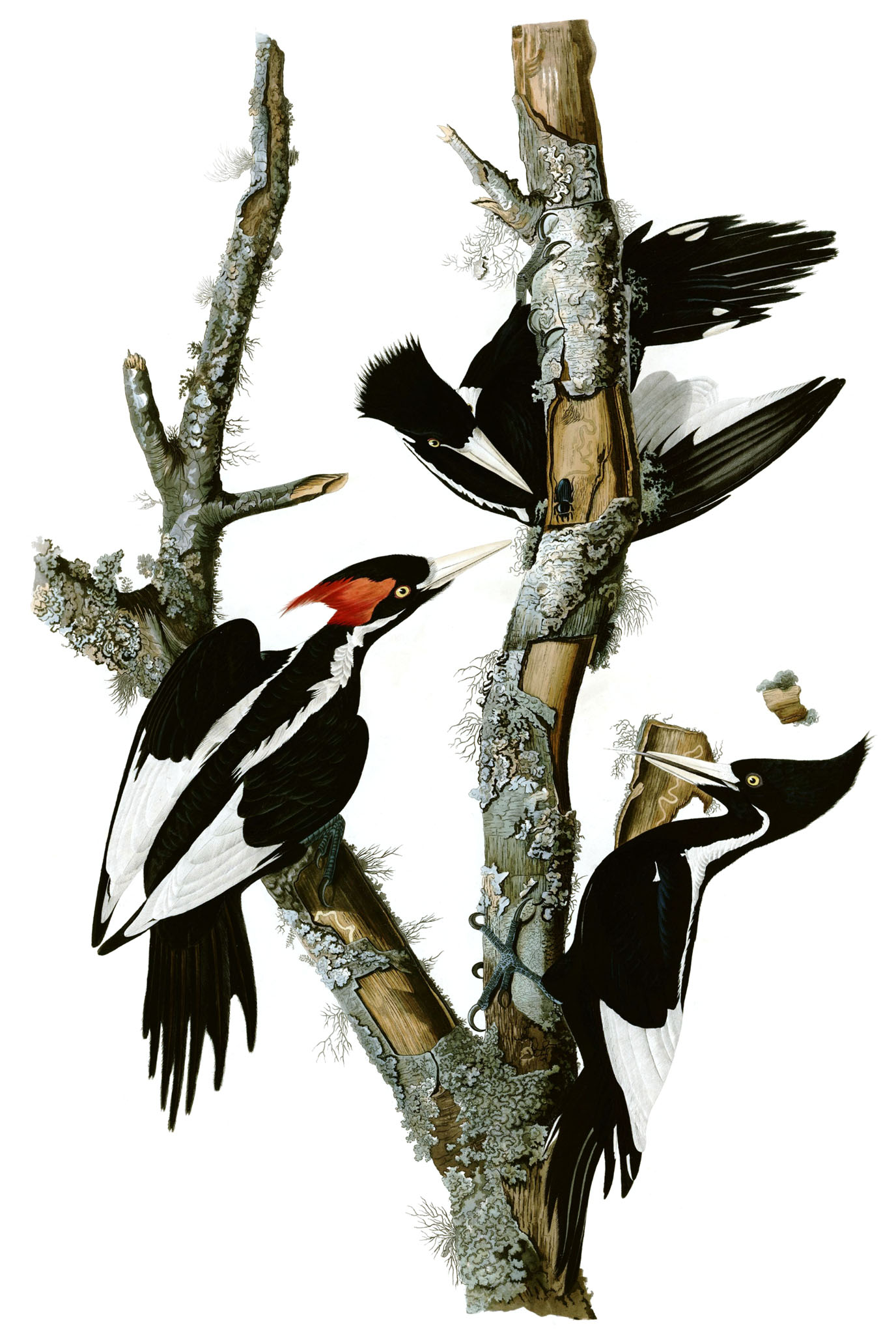
dzięcioł wielkodzioby
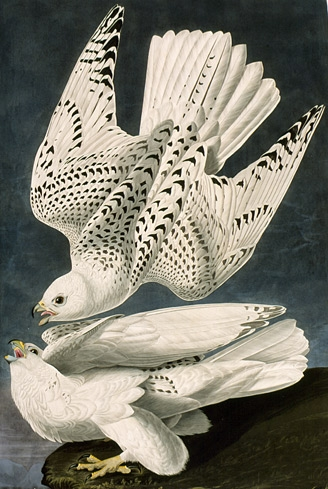
białozór
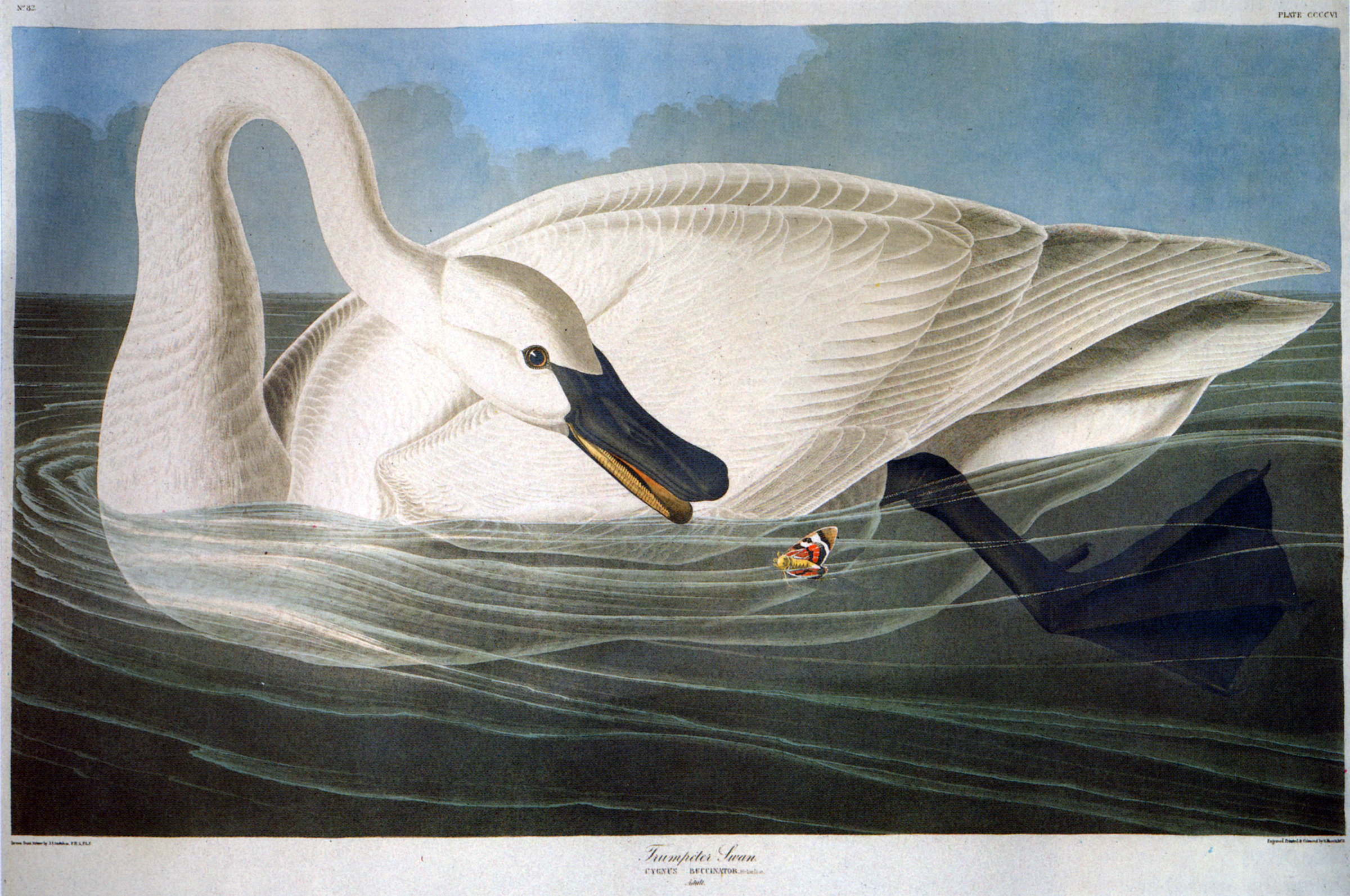
łabędź trąbiący